# 우크라이나계 캐나다인
우크라이나계 캐나다인(Ukrainian Canadian, 우크라이나어: Українські канадці)는 우크라이나 혈통을 가진 캐나다 국적을 쥔 사람이다.  우크라이나인들은 19세기에 처음으로 캐나다에 왔다.  시초의 유입은 캐나다가 농부들의 이민을 흥행하면서 왔다.  제1차 세계 대전이 일어나는 동안에 자신들의 계통들이 오스트리아-헝가리 제국에 있는 이유로 적국의 외국인으로서 수천명의 우크라이나계 캐나다인들이 투옥되었다.  2011년을 기준으로 캐나다 인구 조사국은 우크라이나계 캐나다인들이 1,251,170명으로 전체 인구의 3.7%를 차지하고 있다.
우크라이나계 캐나다인들은 캐나다에서 9번째로 제일 큰 민족 단체이며, 캐나다는 우크라이나 자신과 러시아에 이어 세계에서 3번째로 제일 큰 우크라이나인의 인구를 가졌다.  서서히 110,000명 이상의 우크라이나계 캐나다인들은 우크라이나어를 사용하고, 그 절반 이상이 프레리 주들(앨버타주, 서스캐처원주와 매니토바주)에 거주하고 있다.
우크라이나 이민들과 그들의 자손들은 온타리오주와 서부 캐나다의 개발에 깊은 경계표를 남겼다.  그들은 문화, 경제, 정치와 스포츠의 분야들에서 지속적으로 두드러진 공헌들을 만들었다.  우크라이나 계통의 두드러진 캐나다인들은 스티븐 워로베츠, 마이클 루치코비치, 실비아 페도루크, 피터 라이바, 폴 유지크, 로이 로마노, 게리 필몬, 어니스트 이브스, 메리 배튼, 필립 코노월, 야로슬라프 루드니키와 우주에서 걸은 첫 캐나다 여성 로버타 본다는 물론, 조니 버시크, 웨인 그레츠키와 마이크 보시 같은 NHL 아이스하키 선수들을 포함한다.

## 기원
19세기에 러시아 제국은 우크라이나의 80%를 지배하였고, 나머지는 갈리시아와 부코비나의 오스트리아-헝가리 제국에 놓여있었다.  1848년까지 오스트리아-헝가리 제국에서, 그리고 1861년까지 러시아 제국에서 농노들로서 우크라이나인들은 경제적과 국내적 압박으로부터 고통을 겪었다.  1917년부터 1921년까지 독립적인 우크라이나 국가를 설립하는 시도들이 떨어질 때 폴란드, 루마니아와 체코슬로바키아가 나머지를 나누는 동안에 우크라이나의 거대한 일부는 소련에서 공화국이 되었다.  제2차 세계 대전에 이어 서부의 우크라이나 영토들은 우크라이나 소비에트 사회주의 공화국에 의하여 병합되었다.
1991년 소련의 몰락과 함께 우크라이나는 독립적인 국가가 되었다.  캐나다는 우크라이나를 인정하는 데 첫 국가였고, 그 이래 우크라이나와 함께 강한 좌우 양측의 제휴를 유지하였다.  2004년 우크라이나의 오렌지 혁명이 일어나는 동안에 캐나다는 러시아가 우크라이나의 영토로부터 그 군인들을 물러나는 데 요구하였다.  우크라이나인들은 러시아인들에 이어 유럽에서 가장 큰 슬라브족의 국가를 구성한다.

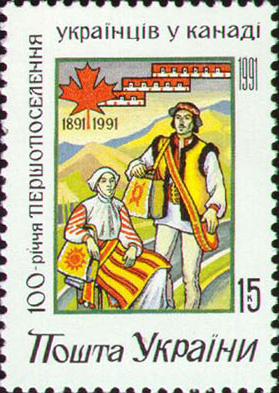
우크라이나인들의 캐나다 정착 100주년을 기념하는 우크라이나의 우표

## 이민과 정착
우크라이나의 배경의 고립된 사람들은 아마 미영 전쟁이 일어나는 동안 스위스의 군단들의 용병들로서 캐나다에 왔을 것이다.  그것은 다른 이들이 서부 해안에 러시아의 탐험과 식민지 건설에 참가하고, 1870년대에 메노나이트와 다른 독일인 이민들과 함께 오거나 미국에서 캐나다로 들어온 것이 가능하다.
첫 주요 이민(주로 갈리시아와 부코비나에서 온 17만 명의 시골 빈민들)이 1891년과 1914년 사이에 일어났다.  1891년에 도착한 이반 필리피브와 바실 엘레니아크가 정통적으로 캐나다에 온 첫 2명의 우크라이나 이민자들로 숙고되었다.  캐나다가 동유럽에서 온 농부들의 이민을 흥행하면서 이민은 실질상 1896년 후에 자라났다.
제1차 세계 대전이 터지면서 이민은 사실상 중지되었고, 귀화하지 않은 우크라이나인들은 캐나다 정부에 의하여 "적국의 외국인들"로서 분류되었다.  동시에 1만명 이상의 우크라이나인들이 캐나다군에 입대하였다.  양 세계 대전 사이에 정치적과 경제적 이유들로 어떤 70,000명의 우크라이나인들이 캐나다로 이민을 갔다.  그들은 시골의 농부들은 물론, 전쟁 베테랑, 지식인과 전문인들을 포함한다.  1947년과 1954년 사이에 제2차 세계 대전에 의하여 퇴거를 당한 어떤 34,000명의 우크라이나인들이 캐나다에 도착하였다.  전부의 우크라이나 영토들을 대표한 그들은 가장 복잡한 사회경제적인 단체였다.
프레리 주들이 이민의 첫 2개의 경향들의 크기를 병합하는 동안에 추방된 사람들은 주로 온타리오 주에 정착하였다.  1950년대 중반부터 1960년대를 통하여 몇명 만의 우크라이나인들이 해마다 입국하였다.  1970년대와 1980년대에 폴란드와 소련에서 온 제한된 되풀이된 이민이 10,000명의 우크라이나 민족들과 소련의 우크라이나 유대인들이 캐나다에 오는 것을 보았다.  1991년 이래 적당하나 이민들의 자라나는 수가 우크라이나에서 모국의 정치적과 경제적 불안정의 이유로 캐나다로 왔다.  2004년부터 2013년까지 캐나다는 우크라이나에서 온 23,632명의 새로운 영구적 거주민들을 환영하였다.

## 제1차 세계 대전 수용소의 기념
제1차 세계 대전이 일어나는 동안 대략 80,000명의 우크라이나계 캐나다인들이 "적국의 외국인"으로서 등록하는 데 강요되어 정규적 근원에 경찰에 보고되고 항상 정부가 발행하는 신분 문서들을 들고 다녔다.  15년보다 적게 귀화된 그들은 특권을 박탈당하였다.  대부분 남성이었던 다른 5000명의 우크라이나인들은 자신들이 굶주림을 견디고 강제 노동을 한 수용소에 놓여져 밴프 국립공원 같은 캐나다의 가장 잘 알려진 어떤 경계표들을 건설하는 데 도움을 주었다.  어떤 이들은 사망하고 많은 이들이 병에 들거나 부상을 당하였다.
수많은 세월 동안에 캐나다의 우크라이나인들의 수용(독일인, 루마니아인, 슬로바키아인, 체코인, 헝가리인과 폴란드인들과 더불어)은 역사의 책들에서 드물게 연설된 교제 금지의 주제었다.  그러나 2005년 국회는 우크라이나 계통인들 인정 결의서의 수용을 통과시키면서 이 사건들을 위하여 그 책임을 승인하였다.  법령은 또한 "공동 교육과 다민족주의, 포함과 공동 존중의 나누어진 가치들의 흥행"을 통하여 이 사건들의 인정을 위하여 마련하였다.  2008년 이 입법과 지키는 캐나다 정부와 다수의 우크라이나계 캐나다인 협회들은 이 주제에 관하여 캐나다인들을 교육시키는 목적을 위하여 계획들을 융자하는 데 캐나다 제1차 세계 대전 수용 인정 기금으로 알려진 1천만 달러의 기증을 설립하였다.
2013년 6월 파크스 캐나다는 밴프 국립공원에서 제1차 세계 대전이 일어나는 동안 캐나다에서 수용의 역사에 관하여 영구적 공개를 열었다.  이 305 밀리미터의 전시 타이틀은 〈적국의 외국인들, 전쟁의 포로들:캐나다의 제1차 세계 대전 수용 운영들, 1914 ~ 1920〉이고 그 목적은 국가를 통하여 장소들에서 전쟁 포로들로서 캐나다의 8579명의 적국의 외국인들의 수용에 관하여 공동의 인식을 늘이는 것이었다.  하지만 비판들은 공개는 캐나다 정부의 무도를 연설하는 데 충분하게 멀리 가지 않았다고 주장하였다.  국회의 전쟁 법령 결의서 채택의 100주년을 맞는 2014년 8월 22일 캐나다 정부와 함께 우크라이나계 캐나다인 민권 해방 협회는 제1차 세계 대전 동안에 몇천명의 국민들의 수용을 기념하는 데 국가를 통하여 100개의 각판의 제막식을 거행하였다.

## 정착의 도시와 시골의 양식
1914년 프레리 주들은 몇몇의 시골 우크라이나인의 가구 정착에 의하여 특색을 이루었고, 앨버타 주에서 초기의 에드나(현재의 스타) 식민지에서 서스캐처원 주의 로선과 요크턴 구역들을 거쳐 매니토바 주의 도핀, 인터레이크와 스튜어트번 지방들로 뻗었다.  대부분의 우크라이나인들이 홈스테드를 선택하는 동안에 어떤 이들은 앨버타 주의 크라우스네스트, 노바스코샤주의 케이프브레튼 아일랜드와 북부 온타리오 주 같은 장소들에서 자원 산업들에 임금 근로자들이 되었다.
20세기 동안에 시골의 이민자들과 가구들로부터 이주민들은 또한 다양한 캐나다의 도시들과 타운들에서 우크라이나인의 도시 공동체들을 개발하기 시작하였다.  오늘날 에드먼턴은 가장 큰 공동체들을 가지고 있다.  2011년 에드먼턴, 위니펙과 사스카툰 주민들의 13~16%는 우크라이나인의 유산을 가졌고, 그럼에 불구하고 130,000명 이상의 우크라이나계 캐나다인 인구를 가진 토론토에서 2.4% 만과 비교된다.  또한 그해 우크라이나계 캐나다인의 52.5%는 프레리 주들에 거주하고, 27.3%는 온타리오 주, 그리고 16.3%는 브리티시컬럼비아주, 그리고 2.6%는 퀘벡주에 살았다.

## 경제적 생활
우크라이나인들은 제한된 자본, 구식의 기술과 함께, 그리고 큰 규모의 농업과 아무런 경험이 없이 시초적으로 가옥하였다.  제1차 세계 대전이 일어나는 동안 높은 밀의 가격이 밀에 기초를 둔 확장으로 이끌었으나 1930년대 동안에 혼합 농업이 보급되었다.  제2차 세계 대전의 기계화 이래 우크라이나 가구들에서 과학적 농업과 외부로 이주는 시골의 서부 캐나다에 다른 곳에서 유사한 개발들을 가졌다.  크게 비숙련된 우크라이나의 남성 근로자들은 도시 노동자, 광부, 그리고 철도와 산림 노동자들 같은 직업들을 찾았고, 그들의 여성 상대들은 하인, 웨이트레스와 호텔의 고용인들이 되었다.  차별과 착취가 많은 우크라이나인 노동자들을 근본적으로 개혁하였다.  단체로서 우크라이나인들은 1920년대 만으로 후에 영유적 다양화와 전문화로부터 이익을 얻었고, 교사직은 남성과 여성 둘다의 의미있는 다수를 끌어들이는 데 첫 직업이었다.
1971년으로 봐서 농업에서 우크라이나계 캐나다인들의 비율은 11.2%로 줄어들었고, 서서히 캐나다의 평균 위에 놓이고 비숙련 근로자들은 우크라이나 남성의 노동력의 3.5%로 떨어졌다.  1991년 우크라이나인들은 전체로서 캐나다인들에 비교하여 농업에서 과도하게 나타남으로 남아있었으나 그들은 더욱 이름이 나고, 준프로적과 프로적인 분야들을 포함한 경제적 범위를 걸쳐 잘 분배되었다.

## 사회 생활과 공동체

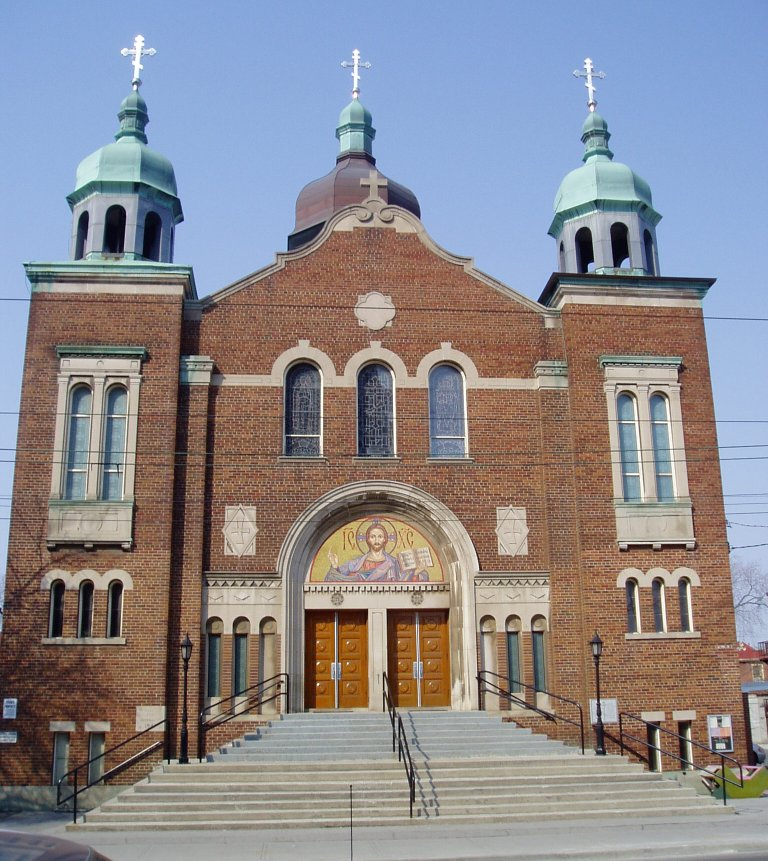
토론토에 있는 상트볼로디미르 우크라이나 정교회 성당. 토론토의 우크라이나 계통의 주민들을 위한 문화적 이벤트들이 열리는 곳이다.

첫 우크라이나의 가구 정착들과 도시의 집단 거주지들은 이민의 조절을 지켰으나 단층의 문제들의 전부를 방지하지 못하였다.  갈리시아와 부코비나의 모델들에 유행된 지방의 문화-교육 협회들은 고국에서 이득을 보존하였고 캐나다에 관하여 이민자들을 지시하였다.  존재하는 우크라이나계 캐나다인의 공동체는 전쟁 중과 전쟁 후의 이민들 둘다의 조절을 보조하였다.  그 일은 또한 독립 후에 국가를 건설하는 노력들을 포함한 우크라이나에서 다양한 인도주의와 정치적 원인들로 물질적과 도덕적 원조를 확장시켰다.
국가적인 기구들이 전쟁의 시기에 나타났다.  1924년에 설립된 공산주의 옹호의 우크라이나 노동-농부 전당 협회가 1930년대에 실업자들을 끌어들였다.  우크라이나 자기 의존 연맹(1927년 설립)과 자신들의 여성과 청년의 제휴들과 함께 한 우크라이나 카톨릭 조합(1932년 설립)은 정교회와 카톨릭의 평신도를 대표하였다.  더욱 더 2번째의 이민의 경향에 의하여 소개된 기구들이 유럽에서 우크라이나의 혁명 경향들을 반영시켰다.  작은 보수적이고 군주다운 수장 연합 기구(1934년 설립)는 영향적인 국가주의적 공화 정체의 캐나다 우크라이나 국민 동맹(1932년 설립)에 의하여 평형되었다.
긴장 상태들에 불구하고, 1930년대에 모든 비공산주의 단체들이 폴란드의 강화와 우크라이나에서 스탈린주의의 테러를 선전하였다.  우크라이나 노동-농부 전당 협회는 서부 우크라이나에서 외국의 통치를 비난하였으나 소변의 숙청들과 수백만명의 국민들을 죽인 홀로도모르를 속죄하였고, 그 후임 연합 우크라이나계 캐나다인 협회(1946년 설립)은 착실하게 쇠퇴하였으며 처음에 냉전과 함께, 그러고나서 소련의 몰락과 함께였다.  1940년 캐나다의 전쟁 노력의 뒤로 우크라이나계 캐나다인들을 연합하는 데 비공산주의 기구들은 우크라이나계 캐나다인 위원회를 형성하였다.  그 단체는 1945년 이후 우크라이나 난민들의 승인으로서 정치적인 목표들과 함께 영구적인 대등한 상부 구조가 되었고, 다문화주의와 독립한 우크라이나에서 캐나다가 후원한 프로젝트들을 위하여 성원한다.
3번째의 이민의 경향에 의하여 소개된 주요 기구들은 격렬한 국가주의적 우크라이나 해방을 위한 캐나다 연맹(1949년 설립, 현재 우크라이나계 캐나다인 연맹)과 스카우팅 청년 단체 플래스트 캐나다(1948년 설립)이다.  1970년대에 우크라이나계 캐나다인 프로페셔널 비지니스 동맹(1965년 설립)은 정치적으로 의미있었고 우크라이나인 공동체를 위하여 공동의 이익들을 안정시킬 수 있었다.
1916년 창립되고 서스캐처원 대학교 근처에 위치한 상트페트로 모힐라 전문 학교는 서스캐툰의 우크라이나계 캐나다인 공동체를 위하여 문화적 활동들을 주최하고 우크라이나 계통의 대학생들을 위한 거주지들을 마련한다.  그 학교는 또한 우크라이나의 언어, 문학, 예술과 역사에 여름 과정들을 제공하기도 한다.  토론토의 우크라이나 문화 센터는 2013년 그 건물을 팔 때까지 토론토의 우크라이나계 캐나다인 공동체를 위한 다향한 문화적 이벤트들을 주최하였고, 우크라이나계 캐나다인 국립 신문 〈호민 우크라이니〉와 캐나다 우크라이나인 청소년 협회의 사무소들을 수납하였다.  토론토에서 우크라이나계 캐나다인들과 새로온 우크라이나인들을 위한 영여 과정들과 문화적 활동들이 현재 상트볼로디미르 우크라이나 정교회 성당에서 열린다.
우크라이나계 캐나다인들은 600장에 가까운 신문들과 특별한 종교적 혹은 정치적인 철학을 대부분 신봉하는 정기 간행물을 발간하였다.  증가적으로 캐나다 출신의 세대들은 더 이상 민족적인 정기 간행물을 관련되게 찾지 않으나 아직도 우크라이나의 화제와 정세들에 건전한 흥미가 있다.  두 나라 말과 영어 발간들은 우크라이나어 독자들에서 쇠퇴를 위하여 보상하는 편이다.

## 종교적 생활
갈리시아에서 온 우크라이나인들이 동방 전례 교회를 믿고 있는 동안 부코비나에서 온 이들은 정교회 신자들이었다.  아무 성직자들이 시초적으로 캐나다로 이민을 오지 않았고, 다른 교파들 - 특히 감리교와 장로교의 교회들이 종교적과 사회적 공허를 채우려고 하였다.  1912년까지 그들이 독립적인 계급 조직을 획득할 때 우크라이나 카톨릭은 로마 카톨릭교회의 사법권 아래 있었다.  러시아 정교회는 정교회 이민자들과 더불어 일했으나 1917년 이후 재빨리 인기를 잃었다.  1918년 우크라이나 카톨릭 교회에서 중앙 집권과 라틴화를 반대한 우크라이나인들은 캐나다의 우크라이나 그리스 정교회를 창립하였다.  양교회는 감독회가 되었고, 1951년 캐나다 우크라이나 정교회는 1956년 우크라이나 카톨릭 교회에 의하여 이어졌다.

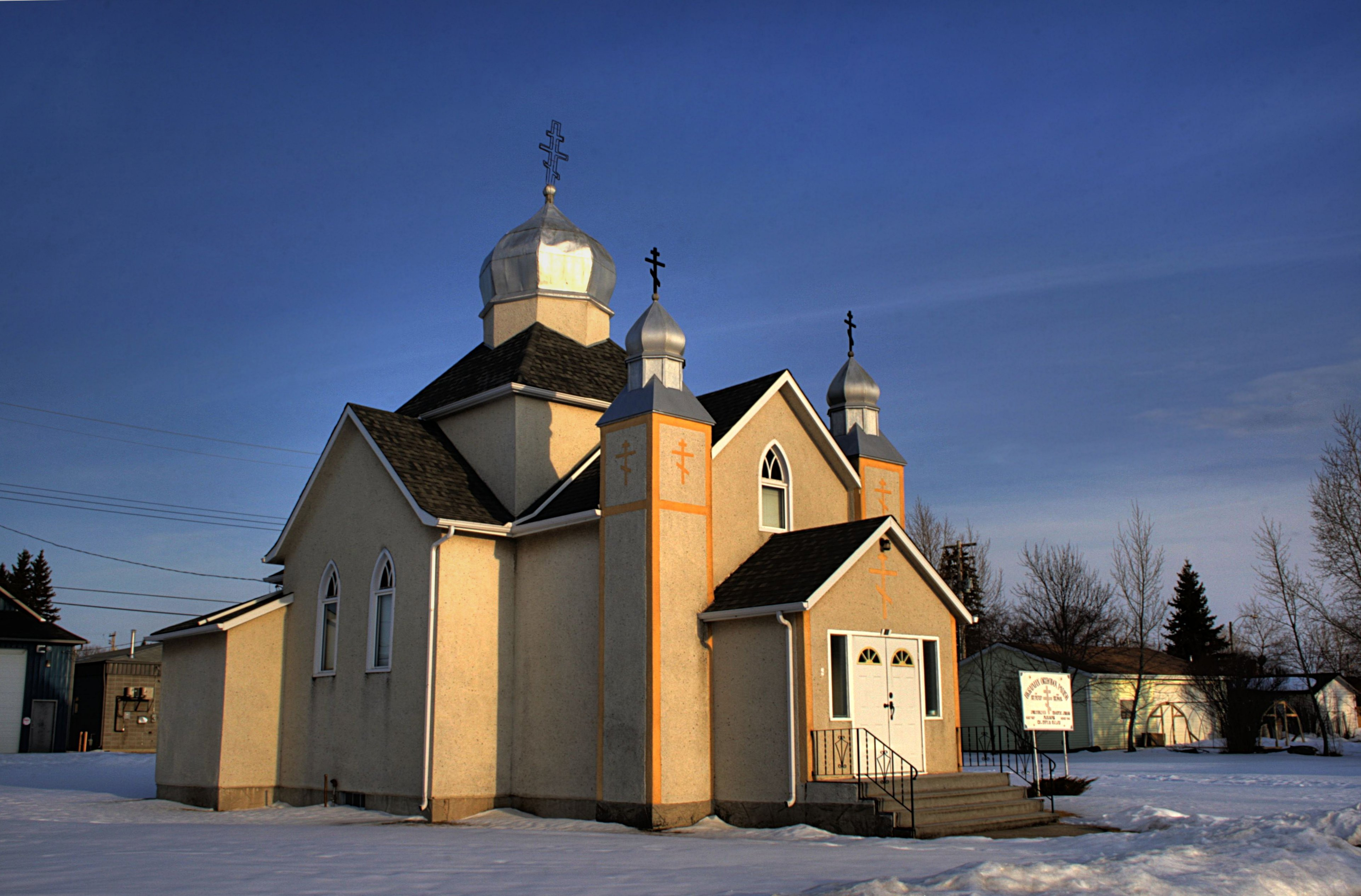
앨버타주에 있는 한 우크라이나 정교회 성당의 모습

우크라이나계 캐나다인들의 언어, 문화와 신분을 보호하는 가장 중심인 2개의 교회들은 자신들의 종교적 권세, 도덕상의 권위와 사회적 영향이 융합에 의하여 훼손된 것을 보아왔다.  1991년 조사국에 의하면 우크라이나계 캐나다인들의 23.2%와 18.8%는 각각 우크라이나 카톨릭과 우크라이나 정교회 신자들이고, 20.1%는 로마 카톨릭 교도, 10.9%는 연합 교회의 지지자들이며, 또 다른 12.6%는 무교인이라고 응답되었다.  2011년 조사국에 의하면 캐나다에서 51,790명의 국민들이 우크라이나 카톨릭 교회에 속하고, 23,845명이 우크라이나 정교회 신자(각각 우크라이나계 캐나다인들의 전부의 4.1%와 1.9%)라고 밝혀졌다.  우크라이나계 캐나다인들 중에 종교에서 분명한 쇠퇴의 이유 하나는 일반적으로 캐나다인들처럼 더욱 많은 우크라이나계 캐나다인들이 자신들이 아무 종교에 속하지 않다고 보고한다.
우크라이나인의 시골 생활의 대부분의 농업적 이교도의 의식들이 도시화와 종교로부터 교육의 분리와 함께 버려졌다.  자수품, 부활절 달걀 장식, 춤, 음악과 음식은 인기있게 남아있으며 또한 우크라이나계 캐나다인 단체의 외부에 넓게 퍼진 감사를 얻기도 하였다.  우크라이나계 캐나다인들은 또한 교활하게 당시의 북아메리카 동기와 함께 우크라이나의 전통들을 결합한 특유의 종교적 건축을 소개하기도 하였다.  그것은 외부의 둥근 천장, 내부의 벽화와 신성한 장소로부터 본당을 가르는 칸막이에 의하여 특성을 나타냈다.

## 문화적 생활

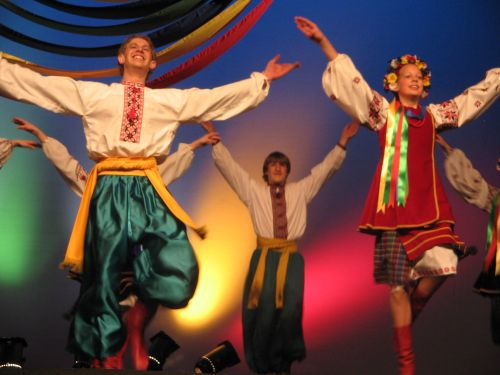
브리티시컬럼비아주에서 열리는 우크라이나 문화 축제

많은 우크라이나계 캐나다인 화가들은 양감과 주제의 중요성을 위하여 캐나다와 우크라이나 양쪽에서 자신들의 유산에 시선을 돌린다.  캐나다 우크라이나 국민 동맹에 의하여 위니펙에서 1944년에 설립된 우크라이나 문화 교육 센터와 에드먼턴의 동부에 위치한 우크라이나 문화 유산 빌리지 같은 공동체 기록 보관소, 박물관과 도서관들은 활동적으로 우크라이나계 캐나다인 유산을 보존한다.  다른 것들이 전개된 동안에 확실한 미술의 형성들은 정적으로 남아있었다.  춤의 앙상블은 우크라이나의 주제곡들과 함께 실험적이었고, 우크라이나 캐나다인의 컨트리 뮤직은 우크라이나의 민속과 서부 캐나다의 요소들을 결합시켰다.
자신의 우크라이나인 대평원 개척자의 경험에 의하여 영감을 받은 윌리엄 쿠룰레크의 미술품들은 캐나다에서 넓게 인정을 받아왔다.  음악 분야에서 1980년대 주노상을 수상한 루바 코월치크는 우크라이나의 인기 음악에서 자신의 경력을 시작하였다.  다수의 우크라이나어 시인과 산문가들은 캐나다에서 우크라이나의 인생을 묘사하였고, 조지 라이가는 국내적 위업을 이루던 주체스러운 우크라이나 계통의 영어 작가들 중의 하나이다.
1970년대 이래 몇몇의 영화들이 우크라이나계 캐나다인들의 경험을 기록하고 비평적으로 해석하였다.  한번 활기에 넘친 라이브 극장들, 특히 이민의 세대들에게 중요하던 극장들이 다 가지고 있으나 사라졌다.  우크라이나계 캐나다인들은 공공적으로 한해의 이벤트들의 다수를 통하여 자신들의 유산을 축제 벌이는 데 가장 잘 알려진 것은 캐나다 국립 우크라이나 축제로 매니토바 주 도핀에서 지난 50년 동안 열렸다.

## 교육
1897년 이후, 매니토바 주의 우크라이나인들은 특별히 훈련된 우크라이나인 교사들 아래에서 2개국어를 쓰는 교훈을 위한 기회들의 장점을 택하였다.  2개국어 학교들은 1918년까지 서스캐처원 주에서 비공식적으로 운영되었으나 앨버타 주에서는 허용되지 않았다.  우크라이나의 어린이들의 저지된 동화에 비난을 받은 그들은 우크라이나인들의 반대에 불구하고 1916년 매니토바 주에서 폐지되었다.
자국어의 공동체가 운영하는 학교들은 우크라이나의 언어와 문화를 보존하려고 제1차 세계 대전 후에 재빠르게 확장되었다.  그들은 이제 청소년의 분수 만을 도달하였고, 기초적 수준에서 도시 지역들에 존재한 대부분의 학교들은 특히 토론토에서 인기있다.  개척자의 거주 연구소들은 시골의 학생들이 자신들의 교육을 추구하는 데 우크라이나인의 환경들을 마련하였고, 많은 공동체 지도자들을 산출하였다.
우크라이나의 러시아화는 정치적으로 동원하고 자신들의 언어와 문화를 위하여 공공의 성원을 추구하는 데 우크라이나계 캐나다인들을 몰아대었다.  1950년대와 1980년대 사이에 그들은 우크라이나인의 내용물이 담긴 대학 과정들과 학위 프로그램, 전공의 언어로서 우크라이나어의 인정과 그 후의 프레리 주들의 학교들에서 지시를 획득하였다.  앨버타 대학교와 토론토 대학교는 우크라이나어 학과들의 캐나다 특수 학교를 운영한다.
1981년 우크라이나계 캐나다인 학과 센터가 매니토바 대학교와 위니펙의 세인트앤드루스 칼리제에 의하여 설립되었다.  서스캐처원 대학교의 세인트 토머스 모어 칼리지의 학원인 우크라이나 유산 학과 프레리 센터가 캐나다에서 우크라이나 유산의 다양한 국면들의 수학을 흥행하는 임무와 함께 1999년에 창조되었다.
2011년 인구 조사국은 자신들의 모국어로서 우크라이나어를 보고한 사람들이 111,540명이라고 기록하였다.  이민의 첫 방향을 따라 공동적인 문맹은 사실상 사라졌다.  우크라이나의 여성들은 전통적으로 우크라이나 남성과 캐나다 여성들과 비교되며 불리한 조건을 가졌다.  우크라이나인과 그들의 동료 시민들 사이에 아무 존속하는 교육적 분열은 크게 나이와 이민에 이어졌다.  달리 우크라이나의 교육 수준들은 정통적으로 캐나다의 표준들을 반영한다.

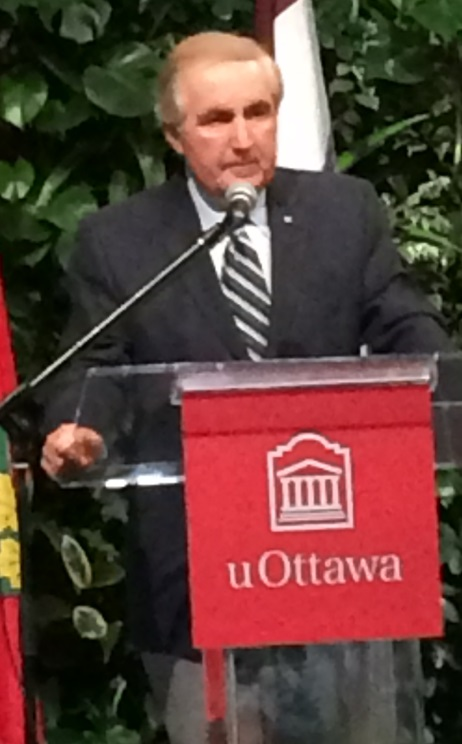
12대 서스캐처원주 지사 로이 로마노

## 정치적 생활과 영예
투표들에서 우크라이나인들은 시초적으로 자유당을 투표하는 경향이 있었으나 그들의 낮은 사회경제적인 지위는 또한 당들에 항의하는 데 그들을 끌어들였고, 후에 많은이들은 존 디펜베이커 총리의 보수당의 반공주의를 찬성하였다.
우크라이나인들은 원래 지방 자치주의의 수준에서 캐나다 정계에 들어갔고, 자신들이 수적으로 지배적이었던 시골 지역들에서 그들은 선출되고 행정적인 기관들을 통치하러 왔다.  에드먼턴에서 윌리엄 호럴래크와 위니펙에서 스티븐 주바는 현저한 시장들이었다.  주의 입법부에 선출된 첫 우크라이나인은 1913년 앨버타 주에서 자유당원 앤드루 섄드로였다.  1926년 앨버타 주의 연합 농업당의 마이클 루치코비치는 하원에서 첫 우크라이나인이 되었다.
그 이래 많은 우크라이나인 후보들은 지방적과 연방적으로 성공을 거두어 왔고, 우크라이나인들은 연방과 주의 내각들에 임명되어 왔다.  많은 우크라이나 계통의 상원들이 있어왔고, 3명의 우크라이나계 캐나다인들이 총독의 임명을 받았다.  스티븐 워로베츠는 서스캐처원 주의 부총독(1970 ~ 76)이었으며, 실비아 페도루크(1988 ~ 93)이 그 다음이다.  1999년부터 2004년까지 피터 라이바가 매니토바 주의 부총독이었다.  1990년 레이먼 흐나티신이 비영국계와 비프랑스계의 두번째 총독이 되었다.  우크라이나 계통의 다른 주목할 만한 인물들은 서스캐처원 주의 지사 로이 로마노(1991 ~ 2001), 매니토바 주의 지사 게리 필몬(1988 ~ 99), 온타리오 주의 지사 어니스트 이브스(2002 ~ 03)와 서스캐처원 주에서 지방 법원의 재판관에 앉은 첫 여성이자 캐나다의 연방 법원에 앉은 두번째 여성인 메리 존 배튼을 포함하였다.
역사가이자 상원 폴 유지크와 언어학자 요로슬라프 루드니키 같은 우크라이나계 캐나다인 공동체에서 온 많은 지식인들은 규정이 지어진 캐나다의 다민족주의에서 현저한 역할을 하였다.  2009년 이래 다민족주의를 위한 폴 유지크 상이 다민족주의와 새로 오는 사람들의 합류에 예외적인 공헌들을 만든 개인, 단체와 기구들에게 각해에 주어져 왔다.

## 같이 보기
- 우크라이나 디아스포라